# 天津火柴厂
天津火柴厂，原为日商中华磷寸株式会社，创建于1920年。是位于中国天津的一个火柴公司。

## 概述
1917年，日商在天津俄租界成立东亚磷寸株式会社天津分厂，随后于1920年5月，黑泽兼次郎投资100万日元，在天津日租界福岛街（多伦道）302号成立中华磷寸株式会社。为金山喜八郎经营，投资额45万元，后收购东亚磷寸，生产“船牌”、“蝴蝶牌”火柴。1933年，由于中国抵制日货，火柴滞销，工厂租给中国商人高美臣，更名大生火柴厂。抗日战争爆发后，1937年日本占领天津，日商收回，恢复原名中华磷寸株式会社。1945年8月日军投降后，火柴厂由天津市党政接收委员会接收，改名天津第一火柴厂，经理傅振元。1946年，改名中华火柴工厂。1948，更名中华火柴厂。
1949年1月，中国人民解放军占领天津，1月16日火柴厂由天津军事管理委员会工业处接收。同年11月，火柴厂将私营北洋火柴厂、三友火柴厂兼并，取名天津中华火柴厂，军代表杨志远任第一任厂长。1956年9月，又将原公私合营的丹华火柴公司津厂兼并，总职工总数为1289人。1966年8月25日，更名为天津市火柴厂，隶属于天津市一轻局日用化学公司，地址天津市东丽金钟河大街徐庄子，产品品牌有中华牌、天津牌。1988年被评为天津市先进企业。1993年，因严重亏损而谋求重组。1995年6月30日，天津火柴厂与深圳金田房地产发展有限公司签订了在原厂区兴建2.4万平方米的商住楼合同书，工程于1997年10月竣工。天津火柴厂分得6200平方米的底商，大部分职工从事物业管理和商业工作；污染严重的传统火柴产品通过联营方式迁到郊区。通过资产重组和产业结构调整。